# Уотерсон-Гомез, Мишель
Мишель Уотерсон-Гомез (англ. Michelle Waterson-Gomez; род. 6 января 1986, Колорадо-Спрингс, Колорадо) — американский боец смешанных единоборств, выступавшая в промоушене UFC в женской минимальной весовой категории. Бывшая чемпионка промоушена Invicta FC в женском лёгком минимальном дивизионе. По состоянию на май 2020 года занимала 8-ю строчку женского минимального дивизиона UFC. За свою карьеру провела 25 боев, 18 из которых выиграла. Среди оппонентов Уотерсон были такие бойцы как Йоанна Енджейчик, Роуз Намаюнас, Каролина Ковалькевич и Пейдж Ванзант. Являясь ударником с базой из карате и муай-тай, Уотерсон также активно использует в поединках приёмы бразильского джиу-джитсу: больше половины боёв ей удалось выиграть удушающими и болевыми приёмами.

## Биография
Родилась 6 января 1986 года в городе Орора (Колорадо). Окончив в 2004 году Центральную школу Ороры, начала карьеру модели. Позднее поступила в Университет Денвера, но вскоре заинтересовалась смешанными единоборствами.
В детстве Мишель увлекалась гимнастикой, однако из-за финансовых проблем её родителей она в итоге стала заниматься карате, по которому имеет черный пояс. Позднее также освоила ушу, муай-тай, бразильское джиу-джитсу, бокс и реслинг.
До начала своей полноценной карьеры в смешанных единоборствах Уотерсон приняла участие в реалити-шоу, посвящённому муай-тай, Fight Girls на канале Oxygen, а также в Bully Beatdown на канале MTV.

## Карьера в смешанных единоборствах
Изначально выступала как ринг-гёрл, однако вскоре, при содействии Дональда Серроне, начала свою карьеру бойца. 16 февраля 2007 года провела дебютный бой против Андреа Миллер в профессиональном промоушене Ring of Fire 28: Evolution, в котором судье единогласным решением отдали победу Уотерсон. На тот момент у Мишель отсутствовал какой-либо опыт в любительских боях.
1 декабря 2007 года на турнире Ring of Fire 31: Undisputed провела бой против Линн Альварес, чемпионки промоушена Freestyle Cage Fighting. Уотерсон проиграла сдачей после болевого приёма в первом раунде от Альварес.
3 октября 2008 года Уотерсон дебютировала в Strikeforce на турнире Strikeforce: Payback, одержав победу удушающим приёмом.
1 марта 2009 года провела бой против Карины Тейлор в рамках турнира Duke City MMA Series 1. Уотерсон одержала победу, проведя болевой приём (рычаг локтя) в первом раунде. При этом результат боя вызвал споры, так как Тейлор не сигнализировала судье о сдаче.
11 апреля 2009 года Уотерсон выступила против Елены Рид, бывшей чемпионки организаций WIBA и IFBA, на турнире Apache Gold: Extreme Beatdown. Рид одержала победу техническим нокаутом во втором раунде.
В 2010 году Уотерсон одержала победу над Розари Калифано на турнире EB — Beatdown at 4 Bears 6, проведя болевой приём уже на 15 секунде первого раунда.
24 апреля 2010 года в рамках встречи Crowbar MMA: Spring Brawl Уотерсон одолела Масако Ёсиду техническим нокаутом в первом раунде.
После двухлетнего перерыва, связанного с рождением дочери, 21 января 2012 года Уотерсон вернулась в смешанные единоборства, выступив на турнире Jackson’s MMA Series 7 против Дианы Рейл, которую она одолела удушающим приёмом в первом раунде.

### Invicta Fighting Championships
6 октября 2012 года состоялся дебют Уотерсон в промоушене Invicta Fighting Championships против Лейси Шакман. В напряженном бою её удалось одержать победу раздельным решением. Поединок был назван лучшим боем вечера.
5 апреля 2013 года Уотерсон одолела Джессику Пенне болевым приёмом в четвёртом раунде и стала чемпионкой Invicta FС в лёгком минимальном весе. 6 сентября Уотерсон провела первую успешную защиту титула против Ясуко Тамада, одержав победу техническим нокаутом в третьем раунде.
На турнире Invicta FC 10, состоявшемся 5 декабря 2014 года, Уотерсон утратила чемпионский титул, проиграв Эрике Тибурцио удущающим приёмом.

### Ultimate Fighting Championship
Покинув Invicta FC, Уотерсон в апреле 2015 года подписала контракт с UFC. 12 июля 2015 года она провела свой первый бой в промоушене в женской минимальной весовой категории против Анджелы Манеле на турнире The Ultimate Fighter 21 Finale. Уотерсон одержала победу удушающим приёмом в третьем раунде.
На UFC 194 Уотерсон должна была встретиться с Тейшей Торрес, однако выбыла до боя из-за травмы колена.
Спустя полтора года, оправившись от травмы, Уотерсон вернулась в октагон, проведя 17 декабря 2016 года бой против Пейдж Ванзант на турнире UFC on Fox 22. Уже в первом раунде Уотерсон смогла провести удушающий приём, тем самым досрочно закончив бой и получив бонус «Выступление вечера».
В 2017 году Уотерсон потерпела два поражения: от Роуз Намаюнас удушающим приёмом и от Тейши Торрес единогласным решением.
14 апреля 2018 года Уотерсон раздельным решением победила Кортни Кейси на турнире UFC on Fox 29. Последующий бой против Фелис Херриг, состоявшийся на UFC 229, Уотерсон также выиграла единогласным решением судей. Продолжая победную серию, Уотерсон одолела Коралину Ковалькевич единогласным решением судей на турнире UFC on ESPN 2 on 30 марта 2019 года.
12 октября 2019 года Уотерсон провела бой против бывшей чемпионки в минимальной весовой категории Йоанны Енджейчек в рамках турнира UFC on ESPN+ 19, проиграв единогласным решением.
На апрельском турнире UFC Fight Night: Overeem vs. Harris Уотерсон должна была встретиться с Карлой Эспарсой, однако из-за пандемии COVID-19 бой был перенесен на 9 мая 2020 на турнир UFC 249. В ходе равного поединка Уотерсон уступила раздельным решением судей.
22 августа 2020 года она должна была выступить против Анджелы Хилл на турнире UFC on ESPN 15, однако по личной просьбе Уотерсон бой был перенесен на три недели вперед, на UFC Fight Night 177. В равном поединке, который продлился пять раундов, Уотерсон одержала победу раздельным решением судей. 
В 2024 году, после поражения от Джиллиан Робертсон, Уотерсон объявила, что закончила свою карьеру в смешанных единоборствах.

## Титулы и достижения

### Смешанные единоборства
- Invicta FC
  - Чемпион женской лёгкой минимальной весовой категории (один раз)
    - Одна успешная защита титула

  - Бой вечера (дважды) против Лэйси Шакман и Эрики Тибурцио
- Women’s MMA Awards
  - 2013 Atomweight of the Year
  - 2013 Бой года  против Джессики Пенне
  - 2014 Бой года  против Эрики Тибурцио
- AwakeningFighters.com WMMA Awards
  - 2013 Atomweight of the Year[57]
  - 2014 Atomweight of the Year[58]
- FightBooth.com
  - 2014 Most Vulgar Display of Power Award (Избиение года) против Ясуко Тамада[59]
- Ultimate Fighting Championship
  - Выступление вечера (один раз)

## Статистика
| Боёв 31  | Побед 18 | Поражений 13 |
| -------- | -------- | ------------ |
| Нокаутом | 3        | 2            |
| Сдачей   | 9        | 4            |
| Решением | 6        | 7            |

| Результат  | Рекорд | Соперник             | Способ                                        | Турнир                                                          | Дата             | Раунд | Время | Место                   | Примечание                                                                        |
| ---------- | ------ | -------------------- | --------------------------------------------- | --------------------------------------------------------------- | ---------------- | ----- | ----- | ----------------------- | --------------------------------------------------------------------------------- |
| Поражение  | 18-13  | Джиллиан Робертсон   | Единогласное решение                          | UFC 303                                                         | 29 июня 2024     | 3     | 5:00  | Лас-Вегас , Невада, США | Объявила о завершении карьеры                                                     |
| Поражение  | 18-12  | Марина Родригес      | TKO (удары)                                   | UFC Fight Night: Физиев vs. Гамрот                              | 23 сентября 2023 | 2     | 2:42  | Лас-Вегас, США          |                                                                                   |
| Поражение  | 18-11  | Луана Перейру        | Раздельное решение                            | UFC 287                                                         | 8 апреля 2023    | 3     | 5:00  | Майями , США            |                                                                                   |
| Поражение  | 18-10  | Аманда Лемус         | Сдача (гильотина)                             | UFC on ABC: Ортега vs. Родригес                                 | 16 июля 2022     | 2     | 1:48  | Элмонт, США             |                                                                                   |
| Поражение  | 18-9   | Марина Родригес      | Единогласное решение                          | UFC on ESPN: Rodriguez vs. Waterson                             | 8 мая 2021       | 5     | 5:00  | Лас-Вегас, США          | Дебют в наилегчайшем весе.                                                        |
| Победа     | 18-8   | Анджела Хилл         | Раздельное решение                            | UFC Fight Night: Waterson vs. Hill                              | 12 сентября 2020 | 5     | 5:00  | Лас-Вегас, США          |                                                                                   |
| Поражение  | 17-8   | Карла Эспарса        | Раздельное решение                            | UFC 249                                                         | 9 мая 2020       | 3     | 5:00  | Джэксонвилл, США        |                                                                                   |
| Поражение  | 17-7   | Йоанна Енджейчик     | Единогласное решение                          | UFC Fight Night: Joanna vs. Waterson                            | 12 октября 2019  | 5     | 5:00  | Тампа, США              |                                                                                   |
| Победа     | 17-6   | Каролина Ковалькевич | Единогласное решение                          | UFC on ESPN: Barboza vs. Gaethje                                | 30 марта 2019    | 3     | 5:00  | Филадельфия, США        |                                                                                   |
| Победа     | 16-6   | Фелис Херриг         | Единогласное решение                          | UFC 229                                                         | 6 октября 2018   | 3     | 5:00  | Лас-Вегас, США          |                                                                                   |
| Победа     | 15-6   | Кортни Кейси         | Раздельное решение                            | UFC on Fox: Poirier vs. Gaethje                                 | 14 апреля 2018   | 3     | 5:00  | Глендейл, США           |                                                                                   |
| Поражение  | 14-6   | Тиша Торрес          | Единогласное решение                          | UFC 218                                                         | 2 декабря 2017   | 3     | 5:00  | Детройт, США            |                                                                                   |
| Поражение  | 14-5   | Роуз Намаюнас        | Удушающий приём (сзади)                       | UFC on Fox: Johnson vs. Reis                                    | 15 апреля 2017   | 2     | 2:47  | Канзас-Сити, США        |                                                                                   |
| Победа     | 14-4   | Пейдж Ванзант        | Удушающий приём (сзади)                       | UFC on Fox: VanZant vs. Waterson                                | 17 декабря 2016  | 1     | 3:21  | Сакраменто, США         | Выступление вечера.                                                               |
| Победа     | 13-4   | Анджела Мегана       | Удушающий приём (сзади)                       | The Ultimate Fighter: American Top Team vs. Blackzilians Finale | 12 июля 2015     | 3     | 2:38  | Лас-Вегас, США          | Возвращение в женский минимальный вес.                                            |
| Поражение  | 12-4   | Эрика Тибурцио       | Удушающий приём (гильотина)                   | Invicta FC 10: Waterson vs. Tiburcio                            | 5 декабря 2014   | 3     | 1:06  | Хьюстон, США            | Утратила титул чемпиона Invicta FC в женском лёгком минимальном весе. Бой вечера. |
| Победа     | 12-3   | Ясуко Тамада         | Технический нокаут (удар коленом и добивание) | Invicta FC 8: Waterson vs. Tamada                               | 6 сентября 2015  | 3     | 4:58  | Канзас-Сити, США        | Защитила титул чемпиона Invicta FC в женском лёгком минимальном весе.             |
| Победа     | 11-3   | Джессика Пенн        | Болевой приём                                 | Invicta FC 5: Penne vs. Waterson                                | 5 апреля 2013    | 4     | 2:31  | Канзас-Сити, США        | Завоевала титул чемпиона Invicta FC в женском лёгком минимальном весе.            |
| Победа     | 10-3   | Лейси Шукман         | Раздельное решение                            | Invicta FC 3: Penne vs. Sugiyama                                | 6 октября 2012   | 3     | 5:00  | Канзас-Сити, США        | Дебют в лёгком минимальном весе. Бой вечера.                                      |
| Победа     | 9-3    | Диана Рейл           | Удушающий приём (сзади)                       | Jackson’s MMA Series 7                                          | 21 января 2012   | 1     | 2:12  | Альбукерке, США         |                                                                                   |
| Победа     | 8-3    | Масако Ёсида         | Технический нокаут (удары)                    | Crowbar MMA: Spring Brawl                                       | 24 апреля 2010   | 1     | 4:17  | Фарго, США              |                                                                                   |
| Победа     | 7-3    | Розари Калифано      | Болевой приём                                 | EB — Beatdown at 4 Bears 6                                      | 13 февраля 2013  | 1     | 0:15  | Нью-Таун, США           |                                                                                   |
| Поражение  | 6-3    | Елена Рид            | Технический нокаут (удары)                    | Apache Gold: Extreme Beatdown                                   | 11 апреля 2009   | 2     | 1:50  | Финикс, США             |                                                                                   |
| Победа     | 6-2    | Карина Тэйлор        | Болевой приём                                 | Duke City MMA Series 1                                          | 14 марта 2009    | 1     | 2:36  | Альбукерке, США         |                                                                                   |
| Победа     | 5-2    | Тира Паркер          | Удушающий приём (сзади)                       | Strikeforce: Payback                                            | 3 октября 2008   | 1     | 1:20  | Денвер, США             |                                                                                   |
| Победа     | 4-2    | Кристал Мекатол      | Болевой приём                                 | SCA: Bike n Brawl 2                                             | 23 августа 2008  | 1     | 0:22  | Альбукерке, США         |                                                                                   |
| Победа     | 3-2    | Трисия Пуви          | Технический нокаут (остановка секундантом)    | KOTC: Badlands                                                  | 12 июля 2008     | 2     | 5:00  | Альбукерке, США         |                                                                                   |
| Поражение  | 2-2    | Лин Альварес         | Удушающий приём (гильотина)                   | Ring of Fire 31: Undisputed                                     | 1 декабря 2007   | 1     | 1:19  | Брумфилд, США           |                                                                                   |
| Победа     | 2-1    | Джейми Кук           | Болевой приём                                 | Ring of Fire 30: Domination                                     | 15 сентября 2007 | 1     | 1:33  | Брумфилд, США           |                                                                                   |
| Поражение  | 1-1    | Алисия Гамм          | Единогласное решение                          | RMBB: Battle of the Arts                                        | 30 июня 2007     | 2     | 5:00  | Денвер, США             |                                                                                   |
| Победа     | 1-0    | Андреа Миллер        | Единогласное решение                          | Ring of Fire 28: Evolution                                      | 16 февраля 2007  | 3     | 3:00  | Брумфилд, США           |                                                                                   |
| Источники: |        |                      |                                               |                                                                 |                  |       |       |                         |                                                                                   |